# 基里克斯杯

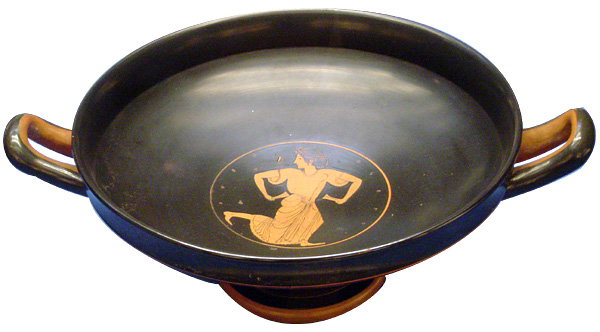
前5世紀的基里克斯杯，大英博物館藏

基里克斯杯（κύλιξ），古希臘一種双耳浅口大酒杯。杯中央通常有「圓形畫」（tondo），內容常為逗樂的色情場面，乾杯以後，圖畫才會顯現出來。「基里克斯」在古希臘語就是「杯」的意思。